# CSM Galați
Clubul Sportiv Municipal Galați este un club sportiv aflat în administrația Primăriei Municipiului Galați din România. Clubul are secții de fotbal, baschet, handbal, volei, „hochei pe gheață și patinaj”, „șah, natație, tenis și atletism”, „sporturi de contact” și „alte sporturi”. Clubul a fost înființat prin Hotărârea nr. 334 din 30 mai 2018 a Consiliului Local Galați, adoptată cu 9 voturi pentru și 7 abțineri, iar secțiile sale sunt în general succesoarele unor cluburi mai vechi care activau sub umbrela autorităților locale din oraș. Prin aceeași hotărâre de consiliu a fost aprobat și regulamentul de funcționare al clubului. Înființarea organizației a fost motivată de primarul Ionuț Pucheanu ca o încercare de eliminare a „polemicilor, tensiunilor și nemulțumirilor” cauzate în fiecare an de felul cum sunt finanțate de la bugetul local cluburile și asociațiile sportive din oraș.
Adresa Clubul Sportiv Municipal Galați este Bulevardul George Coșbuc nr.253 c/c Bulevardul Henri Coandă, iar culorile oficiale sunt roșu – alb – albastru.
Organigrama clubului a fost decisă prin aceeași hotărâre de consiliu nr. 334 și actualizată prin Hotărârea nr. 375 din 29 iunie 2018. Director interimar, până la ocuparea postului prin concurs, a fost numit Marius Cosoreanu. Primul Consiliu Director al CSM Galați, alcătuit din trei membri, Viorel Bălan, Viorel Marian Petrea și Laurențiu Candrea, a fost aprobat prin Hotărârea nr. 420 din 26 iulie 2018 a Consiliului Local.

## Secții

### Handbal feminin
Echipa de handbal feminin a Clubului Sportiv Municipal Galați provine din fosta echipă de handbal feminin CSU Danubius Galați, care a anunțat pe 26 august 2018, pe pagina sa oficială Facebook, că „a devenit istorie” și că „va fi preluată integral de clubul municipalității, CSM Galați”. Pe data de 31 august 2018, Consiliul de Administrație al Federației Române de Handbal a aprobat preluarea CSU Danubius Galați de către CSM Galați, permițând acestei din urmă echipe să evolueze în Liga Națională.
Antrenorul principal al CSM Galați a rămas Valeriu Costea, fost handbalist internațional și fost antrenor al CSU Danubius Galați. Echipa CSM Galați își desfășoară meciurile de pe teren propriu în Sala Sporturilor din Galați, cu o capacitate de circa 1.500 de locuri.